# Polónium-dibromid
A polónium-dibromid más néven polónium(II)-bromid szervetlen vegyület, képlete PoBr2. Szobahőmérsékleten lila-barna színű, szilárd, kristályos anyag. Szublimál és kissé bomlik 110 °C-on. Nitrogéngázban megolvasztva 270-280 °C-on bomlik.

## Előállítása
A polónium-dibromidot elő lehet állítani: 
- Polónium-tetrabromid (PoBr4) vákuumban történő hőbontásával 200 °C-on.[2]
- Polónium-tetrabromid és hidrogén-szulfid alacsony hőmérsékleten történő reakciójával. Ezzel a módszerrel nem lehet tiszta polónium-dibromidot előállítani.[1][2]

## Tulajdonságai
A polónium-dibromid hidrogén-bromid vizes oldatában és ketonokban oldva lila színű oldatot alkot. Az utóbbiban gyorsan polónium(IV)-gyé oxidálódik. A szilárd polónim-dibromidot az ammónia gyorsan fém polóniummá redukálja.

## Fordítás
Ez a szócikk részben vagy egészben  a   Polonium dibromide című angol Wikipédia-szócikk ezen változatának fordításán alapul.  Az eredeti cikk szerkesztőit annak laptörténete sorolja fel. Ez a jelzés csupán a megfogalmazás eredetét és a szerzői jogokat jelzi, nem szolgál a cikkben szereplő információk forrásmegjelöléseként.